# Roger Jones (football, 1902)
Pour les articles homonymes, voir Roger Jones et Jones.
Roger Jones était un footballeur anglais né le 1er juillet 1902 à Burslem et mort le 11 décembre 1967 à Bradeley.

## Carrière
Roger a joué avant 1923 pour le club de Middleport en Angleterre avant de partir dans un club irlandais à Ravensdale : Port Vale FC, il y restera pendant 14 ans jusqu'en 1937 où il a pu jouer 326 matches et marquer 19 buts pour le club.

## Palmarès
- Football League Division Three North : 1930